# La Dama Roja de la cueva de El Mirón
Als La Dama Roja de la cueva de El Mirón (Spanisch – dt. „die Rote Dame aus der Höhle von El Mirón“) bezeichnen seine Entdecker das mindestens 18.700 (Cal BP) Jahre alte, unvollständige Skelett einer mutmaßlich 35 bis 40 Jahre alten Frau des Cro-Magnon-Menschen. Die Tote war in der Höhle Cueva de El Mirón, im Osten der spanischen autonomen Gemeinschaft Kantabrien, beigesetzt und ihr Körper mit rotem Ocker und mit Blüten bestreut worden. Der ab 2010 geborgene Fund ist der älteste Beleg für eine Beisetzung in der Epoche des Magdalénien auf der Iberischen Halbinsel. Das Magdalénien ist eine archäologische Kulturstufe im jüngeren Abschnitt des Jungpaläolithikums in Mittel- und Westeuropa am Ende der letzten Eiszeit.
Die Bezeichnung „Rote Dame“ ist einem ähnlich geschmückten, jedoch fast doppelt so alten Fund aus Südwales nachempfunden, der Red Lady of Paviland.

Verbreitungsgebiet der Magdalénien-Kultur mit wichtigen Fundplätzen. Die Höhle Cueva de El Mirón liegt in der Nähe der Ziffer „7“ angegebenen Fundstelle „Altamira“

## Fundsituation
Die Überreste der „Roten Dame“ – zunächst ihr Unterkiefer und ein Schienbein – wurden hinter einem massiven, zwei Meter breiten Kalksteinblock in einem engen Zwischenraum zur Höhlenwand freigelegt. Die Frau lag mit angewinkelten Beinen auf ihrer linken Körperseite (Bestattungsritus). Sowohl die Höhlenwand als auch die vom Eingang der Höhle sichtbare Seite des Kalksteinblocks weisen zahlreiche, einander überkreuzende Linien auf, die laut Datierung zur gleichen Zeit eingeritzt wurden, als die Leiche der „Roten Dame“ dort abgelegt wurde. Mehrfach ergeben sich dabei Dreiecke, die den Forschern zufolge möglicherweise als Symbol für Weiblichkeit gegolten haben könnten. Sollte diese Interpretation zutreffen, so die ausdrücklich als „Spekulation“ bezeichnete Schlussfolgerung, könnten diese Zeichen als ein Hinweis gedacht gewesen sein, dass sich hinter dem Kalksteinblock eine Frau befindet. Die Tote wäre demnach neben einem Grabstein beigesetzt worden.
Zu den Besonderheiten des Fundes zählt, dass Schädel und diverse große Röhrenknochen fehlen und dass das Schienbein Beschädigungen durch Leichenfraß – den Einkerbungen zufolge durch ein Tier in der Größe eines Wolfes – aufweist. Nach diesen Beschädigungen wurden sowohl der Unterkiefer als auch das Schienbein erneut mit rotem Ocker bestreut. Die Forscher vermuten aufgrund der Fundumstände, dass die fehlenden Knochen nach dem Leichenfraß von Bewohnern der Höhle entfernt und möglicherweise andernorts deponiert wurden.
Zu den Besonderheiten des Fundes zählt weiterhin, dass in unmittelbarer Nähe des Skeletts ungewöhnlich viel Pollen von Pflanzen aus der Gruppe der Gänsefußgewächse (Chenopodiaceae) nachgewiesen werden konnten, zu der u. a. der Spinat und diverse andere Nahrungs- und Heilpflanzen gehören. Der Pollen deutet jedoch darauf hin, dass blühende Pflanzen abgelegt wurden, was neben den Pigmenten auf eine zweite Form von Leichenschmuck schließen lässt.

## Ernährung
Anhand des erhalten gebliebenen, bezahnten Unterkiefers konnte die Ernährung der „Roten Dame“ rekonstruiert werden, die – nach dem eiszeitlichen Kältemaximum vor rund 21.000 Jahren – in einer noch immer sehr kalten, offenen Steppe lebte. Die Zusammensetzung der Isotopen des Zahnschmelzes, Abriebspuren und Nahrungsreste zwischen den Zähnen erbrachten Hinweise auf eine extrem eiweißreiche „Paläodiät“: 80 Prozent der Nahrung bestand den Analysen zufolge aus dem Fleisch von Huftieren wie Rothirschen und Ziegen, hinzu kamen erhebliche Mengen an Fisch, insbesondere von Lachsen. Sehr gering war hingegen der Anteil von Pflanzen – zumeist Samen – und Pilzen.

## Belege
1. ↑  Kapitel 3 in: Lawrence Guy Straus und Manuel R. González Morales (Hrsg.): El Mirón Cave, Cantabrian Spain: The Site and Its Holocene Archaeological Record. University of New Mexico Press, 2012, ISBN 978-0826351487, Zusammenfassung.
2. ↑  Romualdo Seva Román et al.: Analysis of the red ochre of the El Mirón burial (Ramales de la Victoria, Cantabria, Spain). In: Journal of Archaeological Science. Band 60, 2015, S. 84–98, doi:10.1016/j.jas.2015.03.033.
3. ↑  Lawrence Guy Straus, Manuel R. González Morales, David Cuenca-Solanab: The Magdalenian human burial of El Mirón Cave (Ramales de la Victoria, Cantabria, Spain): introduction, background, discovery and context. In: Journal of Archaeological Science. Band 60, 2015, S. 1–9, doi:10.1016/j.jas.2015.02.018.
4. ↑  Manuel R. González Morales und Lawrence G. Straus: Magdalenian-age graphic activity associated with the El Mirón Cave human burial. In: Journal of Archaeological Science. Band 60, 2015, S. 125–133, doi:10.1016/j.jas.2015.02.025.
5. ↑  Penny Sarchet: Red Lady cave burial reveals Stone Age secrets. Auf: newscientist.com vom 18. März 2015. Zugleich unter dem Titel Unveiling the Read Lady of El Mirón in New Scientist vom 21. März 2015, S. 8.
6. ↑  Jeanne Marie Geiling, Ana B. Marín-Arroyo: Spatial distribution analysis of the Lower Magdalenian human burial in El Mirón Cave (Cantabria, Spain). In: Journal of Archaeological Science. Band 60, 2015, S. 47–56, doi:10.1016/j.jas.2015.03.005.
7. ↑  Ana B. Marín-Arroyo: Taphonomic study of the human remains from the Magdalenian burial in El Mirón Cave (Cantabria, Spain). In: Journal of Archaeological Science. Band 60, 2015, S. 57–65, doi:10.1016/j.jas.2015.03.032.
8. ↑  María-José Iriarte-Chiapusso, Alvaro Arrizabalaga, Gloria Cuenca-Bescós: The vegetational and climatic contexts of the Lower Magdalenian human burial in El Mirón Cave (Cantabria, Spain): implications related to human behavior. In: Journal of Archaeological Science. Band 60, 2015, S. 66–74, doi:10.1016/j.jas.2015.02.008.
9. ↑  Lawrence G. Straus et al.: „The Red Lady of El Mirón“. Lower Magdalenian life and death in Oldest Dryas Cantabrian Spain: an overview. In: Journal of Archaeological Science. Band 60, 2015, S. 134–137, doi:10.1016/j.jas.2015.02.034.
10. ↑  Rebeca García-González et al.: Dietary inferences through dental microwear and isotope analyses of the Lower Magdalenian individual from El Mirón Cave (Cantabria, Spain). In: Journal of Archaeological Science. Band 60, 2015, S. 28–38, doi:10.1016/j.jas.2015.03.020.